# ابلهاضن (ايمينتالين مزدوي)
ابلهاضن هو دُوَّار يقع بجماعة تاولوكلت، إقليم شيشاوة، جهة مراكش آسفي في المملكة المغربية. ينتمي الدوّار لمشيخة ايمينتالين مزدوي التي تضم 22 دوار. يقدر عدد سكانه بـ 164 نسمة حسب الإحصاء الرسمي للسكان والسكنى لسنة 2004.

## روابط خارجية
- البوابة الوطنية للجماعات الترابية
- المندوبية السامية للتخطيط